# Dieceza de Hildesheim

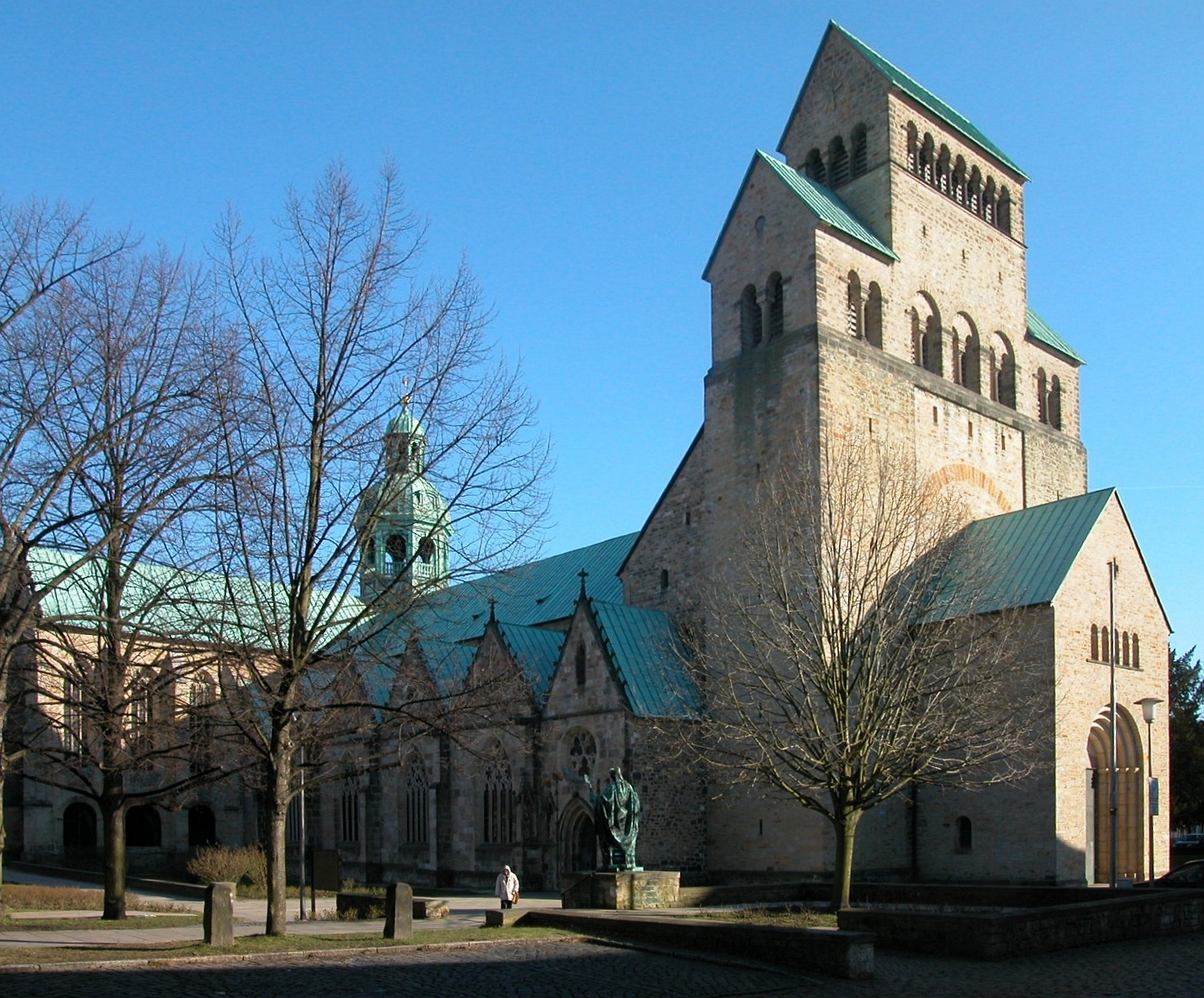
Catedrala din Hildesheim

Dieceza de Hildesheim (în latină Dioecesis Hildesiensis) este una din cele douăzecișișapte de episcopii ale Bisericii Romano-Catolice din Germania, cu sediul în orașul Hildesheim. Dieceza de Hildesheim se află în provincia mitropolitană a Arhidiecezei de Hamburg.

## Istoric
Episcopia a fost fondată în anul 815 de Ludovic cel Pios. Primul episcop a fost un anume Gunthar. Fiul lui Ludovic, Ludovic Germanul, îl va pune ca episcop în anul 835 pe celebrul Ebbo, arhiepiscop de Reims. Episcopia de Hildesheim a fost inițial sufragană a Arhiepiscopiei de Mainz, până în anul 1805. După această dată, dieceza a intrat sub jurisdicția Arhiepiscopiei de Hamburg.